# Туризм на Мальті
Туризм на Мальті є важливою галуззю економіки країни. Приваблюють туристів численні культурні та історичні визначні пам'ятки. Мальту бажають відвідати туристи із усіх куточків Землі. Туристи є важливим джерелом доходу для республіки та її жителів. Щороку Мальту відвідують близько мільйона туристів.

## Коротка Історія Мальти
Мальта – один з найбільш стародавніх населених пунктів у світі, маючи більше 7000 років історії. Історія Мальти складається з численних вторгнень і культурних впливів, які залишили свої сліди на острові. Захоплення Мальти почалося ще в V столітті до нашої ери фенікійцями, які заснували першу колонію на островах. У VII столітті Мальту захопили араби, які перетворили її на важливий торговий центр Середземномор’я. 
В 1090 році острів потрапив під контроль Нормандського королевства і потім перейшов до рук Святого Яна Латацкої. В XVIII столітті Мальта була захоплена французькими військами Наполеона Бонапарта, а потім передана Британському королевству, яке контролювало острів до отримання ним незалежності в 1964 році. Ця багата історична спадщина Мальти проявляється у її культурних пам’ятках, таких як Катедра Сент-Іоанна, Гранд-Мастерський палац і Галско-Римський театр, серед багатьох інших. 
Також можна відвідати музеї, присвячені археології та історії Мальти. Знання про історичне минуле Мальти дозволяє краще зрозуміти культурний контекст країни та насолоджуватися її багатством.

## Структура туристичного господарства
Мальта невелика острівна країна, розташована в Середземному морі між Європою й Африкою. Рекреаційно-туристичне господарство країна перетворила на провідну галузь економіки. Бурхливий розвиток туризму на Мальті почався з 70 років ХХ століття. Розвиток туризму всіляко стимулювався і заохочувався урядом країни. З країни сезонного на країну цілорічного відпочинку Мальта перетворилася завдяки низці умов:
- створена сучасна інфраструктура туристичного господарства;
- вирішено екологічні проблеми;
- розгорнута широка пропагандистська кампанія;
- давня історія Мальти;
- своєрідність населення;
- теплий клімат взимку.

Туристи з Великої Британії найбільше відвідують Мальту, це пов'язано з історією цих двох держав. Туристи з Німеччини, Франції та з інших країн ЄС все більше відвідують Мальту. Кожен камінь, тут надихає історією, настільки давньою, що захоплює дух. Більшість туристів розуміють, що час на Мальті може зупинитися, а люди по справжньому можуть розслабитися. Велика Британія в Середземному морі — Давня Мальта, тут в рівній пошані англійську мову і футбол. На Мальту люди їдуть, щоби вчитися англійській в численних мовних школах. Навчання коштує недорого, а за рівнем викладання — не гірше, ніж в Англії. Також сюди приїжджають, щоб пірнати з аквалангом та займатися серфінгом і гольфом, а також, щоб підвищувати культурний рівень і вивчати історію та етнографію. Екскурсію тут проведе не гід, а сам господар будинку, маркіз. Повеселитися тут можна досхочу, а також можна відпочити тілом і душею. П'ять століть острів був пристанищем одного з найстаріших лицарських орденів — іоаннітів. Емблема знаменитий восьмикутний хрест. Цей хрест є найпопулярнішим мальтійським сувеніром. Вісім лицарських чеснот символізує хрест: віру, милосердя, правду, справедливість, безгрішність, смиренність, щирість і терпіння. Чудова архітектура мальтійцям залишилася від лицарського минулого. Туристам неодмінно пропонують прогулятися по вуличках-драбинах Валетти, що складаються з незліченних низеньких сходинок. Ці вулиці спеціально були придумані для зручності пересування обтяжених збруєю лицарів. Острів не був порожній і до приходу іоаннітів. Тут збереглися найдавніші в світі святилища, вік яких налічує 7.000 років. Скелети карликових слонів і гіпопотамів зростом не більше сенбернара, знайдені в печерах, обов'язково покаже гід в археологічному музеї. Релігійне свято фесту, присвячене якомусь святому мальтійці влаштовують по неділях з травня по жовтень. Прикрашені квітами і гірляндами вулички мальтійського села, строката юрба привітних і по-дитячому безпосередніх мальтійців, приголомшливий феєрверк, наземна вогняна феєрія усе це можна побачити під час фесту.

## Клімат на Мальті
Клімат на Мальті є середземноморським з м’якою зимою та сухим літом. Найбільш популярний час для відвідування Мальти – це квітень-червень та вересень-листопад. Температура повітря у цей період коливається від 20 до 28 градусів за Цельсієм, а вода у морі прогрівається до комфортної температури для купання. Однак, якщо ви бажаєте відвідати Мальту в липні-серпні, будьте готові до жаркої погоди, коли температура може сягати 35-40 градусів. Тому, якщо ви не любите спеку, краще обрати інший час для своєї поїздки.
При пакуванні для поїздки на Мальту, не забудьте про легку та комфортну одежу з натуральних матеріалів, таких як бавовна або льон. Також, бажано мати з собою головний убір та окуляри від сонця, а також засоби захисту від сонця. Взуття краще обирати зручне та легке, оскільки на Мальті багато площадок для прогулянок і екскурсій. На пляж можна взяти купальник або шорти та футболку. Водночас, не забудьте про засоби для репеленту комах та аптечку з ліками першої потреби.
Загалом, клімат на Мальті досить м’який та приємний, але все ж потребує деякої уваги при плануванні поїздки та пакуванні речей. Обравши правильний час для подорожі та приготувавшись до всього необхідного, ви отримаєте незабутню подорож до острівного раю.

## Регіони та курорти Мальти
Мальта – це острівний рай для тих, хто любить море і сонце. Однак, вибір курорту може значно вплинути на якість вашого відпочинку. Якщо ви шукаєте спокійного та романтичного відпочинку, то Сліма може стати ідеальним місцем для вас. 
Відомий своїми красивими видами на море та порт, Сліма також пропонує багато ресторанів та кафе з чудовими меню та атмосферою. Для сімейного відпочинку підходить Буджибба, який пропонує безліч забав для дітей, таких як аквапарки та дельфінарії. Також, Буджибба має чисті та просторі пляжі, де можна розслабитися та насолодитися сонцем. Для любителів ночного життя і розваг, Сент-Джул’янс є найкращим варіантом. 
Тут ви знайдете безліч барів, клубів та ресторанів з розмаїтим меню та шоу-програмами. Найбільший курорт Мальти – Слейма – також пропонує безліч забав та розваг для всіх вікових груп. Тут є все – від пляжних кафе до екскурсій на катамаранах. І незалежно від того, який курорт ви оберете, Мальта обов’язково залишить у вас незабутнє враження своїм чистим морем, гарним погодою та гостинними людьми.
Під час підготовки до поїздки на Мальту, важливо враховувати багато аспектів, від історії та клімату до віз та транспорту. Острів не залишить байдужим навіть найвибагливішого туриста, пропонуючи різноманітні курорти для будь-якого смаку та бюджету. Щоб максимально насолодитися відпочинком, варто заздалегідь добре планувати свою подорож та ретельно досліджувати можливості острова. 
Чи є у Вас досвід подорожей на Мальту? Як Ви знаходите новий культурний досвід? Важливо запам’ятати, що кожна подорож – це не лише відпочинок, але й можливість познайомитися з новими людьми, культурою та традиціями. Тож, перш ніж забронювати квитки на Мальту, подумайте про те, який досвід Ви хочете отримати та як це може збагатити Ваш життєвий досвід.

## Острів Меліта
Давня назва острова Меліта означає «медова». Мальта справді, золота, немов сонце, або мед. Ясна блакить небес та яскрава синява моря, дуже імпонує вуличкам, храмам, палацам, які всі з світло-жовтого туфу. Острів Меліта дуже крихітний, займає всього 316 кв. м., та за кількістю пам'яток архітектури та культурних подій дасть фору будь-якій державі!

## Острів Гозо
На острів Гозо можна потрапити з Мальти поромом. Півгодини триватиме подорож, пропливаючи вздовж грота німфи Каліпсо — тієї самої, що 7 років утримувала Одіссея в своєму пристрасному полоні. Пором біля грота робить зупинку і сміливці спускаються по крутих і слизьких сходинках в непоказну печерку.

## Мдіна
Древня столиця Мальти — Мдіна. Місто збереглося в первозданному вигляді до наших днів. Мдіну називають «містом мовчання». тут можна отримати рідкісну можливість побути наодинці з собою і з вічністю. Одне з місць для духовного просвітлення — катакомби хрестителя Мальти — апостола Павла — на Рабаті (містечку поблизу Мдіни).

## Азур
Коли туристам набридають філософські роздумами, вони вирушають веселитися в містечко Азур. В цьому місті щосуботи влаштовують весілля. В національні костюми наряджається весь місцевий люд від малого до великого, також запрошують артистів. Варто послухати національні мальтійські пісні. Пісні співають чоловіки хриплуватим голосом, спочатку наспіви дратують, а потім в них закохуєшся і починаєш всюди наспівувати їх собі під ніс. Мальтійці знають толк у веселощах.

## Пляжі на Мальті
Мальта – це прекрасне місце для відпочинку на пляжі. Тут є багато чудових пляжів, які задовольнять потреби будь-якого туриста. Найбільш популярним пляжем є Голден Бей, розташований на північному заході острова. Цей пляж приваблює своїм золотистим піском і чистою водою, а також розвагами, такими як водні лижі та катання на бананах. 
Інший варіант – Mellieha Bay, який розташований неподалік від Голден Бей. Цей пляж є одним з найбільших на острові і забезпечує чудовий вид на сусідні острови. Тут також можна скористатися послугами водних розваг.
Іншим чудовим варіантом є Blue Lagoon, який знаходиться на острівці Комино, поруч з Мальтою. Цей пляж приваблює своїм кришталево чистим морем і багатством живописних краєвидів. Варто відвідати цей пляж у середині тижня, коли його відвідування менше, щоб уникнути тисни.
Ще одним цікавим варіантом є Paradise Bay – невеликий пляж з кришталево чистою водою і кам’янистими схилами. Це ідеальне місце для спокійного відпочинку.
У будь-якому разі, незалежно від того, який пляж оберете, не забудьте про захист від сонця і поважайте природу: не залишайте сміття на пляжах і не ламайте рослини.

## Основні курорти
- Сліма (Sliema);
- Сент-Джуліанс (St.Julian's);
- Буджибба (Bugibba);
- Аура і Сент-Полс-Бей (Qawra, St. Paul's Bay);
- Мелліха (Mellieha);
- Марсаскала (Marsaskala);
- острів Гозо (Gozo);
- острів Коміно (Comino)[5].

## Валлетта - столиця Мальти
Місто-фортеця, де досі мешкають справжні нащадки знатних сімей та сучасні лицарі. Звичайно, вони не розгулюють у обладунках по місту, але все ж таки шанують традиції предків. Тут щокроку можна побачити старовинну фортецю, а під землею збереглися таємні підземні переходи мальтійських лицарів! Такої кількості збережених пам'яток архітектури, що зосереджені на такій невеликій території, не зустріти більше ніде.  
У цьому містечку неможливо заблукати. Не тільки через його невеликі розміри, а й вулиці та провулки, які перетинаються тільки під прямими кутами і рано чи пізно виводять до моря. А воно тут неймовірне... Варто тільки піднятися вище, щоб оглянути всю гавань. До речі, саме місто розташоване у найбільшій природній бухті. 
Гуляючи містом, потрібно звертати на кожну дрібницю. Ось ручки, виконані у формі дельфінів. Ось і взагалі будинок зі своїм персональним ім'ям — «Будинок Рози». На множинних фасадах можна побачити гроти, де стоять невеликі статуї святих із квітами та запаленими лампадками.

## Аеропорт Мальти
Аеропорт Мальти — Лука знаходиться за 5 км від центр міста. На сьогоднішній день він приймає міжнародні та внутрішні рейси понад 40 авіакомпаній. Обслуговує близько 4,3 мільйона туристів за рік. На онлайн-таблопасажири завжди можуть дізнатися про актуальну інформацію про статус рейсу. В аеропорту дві злітно-посадкові смуги та три термінали.

## Безпека у Валлетте
Дбати про безпеку на крихітній Мальті точно не варто. Старовинне місто дуже затишне і не відоме неблагополучною кримінальною обстановкою. Незважаючи на свої невеликі розміри, Валетта є осередком нічного життя. Тут можна безпечно сміливо кутити до ранку у нічних клубах.

## Управління туризмом на Мальті
Управління туризмом на Мальті здійснюється на державному рівні за допомогою низки організацій. Мальтійське управління туризму (Malta Tourism Authority, MTA) є основним державним органом, який здійснює та коригує туристичну галузь країни, а також відповідає за розвиток та регулювання. Дана структура є органом виконавчої влади, та несе відповідальність за просування країни на міжнародному туристичному ринку, розвиток інфраструктури всередині країни, створення та виконання програм розвитку туризму та забезпечення високих стандартів обслуговування.
Ще одним важливим органом є Міністерство туризму та споживчих питань. Дане міністерство є також органом виконавчої влади. До його повноважень належить контроль за виконанням політики туризму в країні державними та регіональними організаціями, а також просування туристичних продуктів та розподіл державного фінансування туризму між регіонами. 

## Дайвінг на Мальті
Мальта – мрія дайверів, що пропонує безліч можливостей для занурення. Це місце, де ви можете побачити неймовірну красу підводного світу, занурюючись в глибини Червоного моря. Дайвінг на Мальті – це досвід, який залишиться у пам’яті назавжди. 
Тут є багато місць для занурення: корабельні вантажівки, глибоководні шахти та печери, а також безліч рифів та стін. Найбільш вражаючим для дайверів є три кораблі, які були потоплені поблизу острова Коміно. Вони лежать на глибині 18-40 метрів і представляють собою чудовий об’єкт для дослідження.
Красивий пейзаж на Мальті не обмежується лише кораблями. Вода тут кристально чиста, і ви можете спостерігати за безліччю рибок та інших морських істот. Також можна знайти багато гарних місць для фотографування. Для початківців пропонуються навчальні курси, а для досвідчених дайверів – випробувальний центр.
Щоб отримати максимальне задоволення від дайвінгу на Мальті, необхідно мати деяку практику та знати правила безпеки. Якщо ви новачок у цьому виді спорту, то необхідно звернутися до одного з багатьох сертифікованих центрів на островах Мальти або Гозо. Вони запропонують вам навчання та проведуть всю необхідну попередню практику. Для досвідчених дайверів також є можливості для прокату обладнання та проведення екскурсій з професійним інструктором.

## Вплив COVID-19 на туризм на Мальті
Пандемія COVID-19, яка почалася наприкінці 2019 року, мала значний вплив на туристичну індустрію по всьому світу. Мальта, як популярний туристичний напрямок у Середземному морі, також зазнала суттєвих змін у цьому секторі. Пандемія спричинила серйозні економічні, соціокультурні та екологічні наслідки для країни.
До пандемії туризм був одним із основних джерел доходів для Мальти. У 2019 році країну відвідало близько 2,7 мільйона туристів, що становило значну частку ВВП країни. Однак у 2020 році кількість туристів зменшилася більш ніж на 75%, що спричинило значний економічний спад.
Пандемія призвела до закриття багатьох готелів, ресторанів та інших туристичних закладів. Це призвело до втрати робочих місць у туристичній індустрії та суміжних секторах, таких як транспорт, роздрібна торгівля та розваги. За оцінками, тисячі людей втратили роботу або зіткнулися зі скороченням робочих годин.
Зниження туристичного потоку призвело до значного падіння доходів від туризму. Готелі, ресторани, музеї та інші туристичні об'єкти зазнали суттєвих фінансових втрат. Відсутність туристів також вплинула на суміжні галузі, такі як сільське господарство та ремесла, які постачають продукцію для туристичного сектора.
Закриття туристичних об'єктів і зменшення кількості відвідувачів мали значний вплив на місцеві громади, які залежать від туризму. Багато місцевих підприємців та ремісників зазнали фінансових труднощів через втрату клієнтів. Крім того, зменшення туристичних потоків призвело до зниження культурного обміну, який сприяє збагаченню місцевої культури.
Пандемія вплинула на проведення численних культурних заходів та фестивалів, які є важливими для туристичної привабливості Мальти. Багато з них були скасовані або перенесені, що вплинуло на культурне життя країни. Водночас це сприяло розвитку онлайн-форматів культурних подій, що дозволило підтримати зв'язок із аудиторією в умовах обмежень.
Зниження туристичного потоку мало й позитивні екологічні наслідки. Менша кількість туристів означала зниження навантаження на природні та культурні ресурси Мальти. Це сприяло відновленню природних екосистем та зменшенню забруднення довкілля.
Водночас пандемія створила нові виклики для сталого туризму. Зниження доходів від туризму обмежило можливості для інвестування в проекти з охорони довкілля та збереження культурної спадщини. Це підкреслило важливість розробки нових стратегій для підтримки сталого розвитку туристичної індустрії в умовах кризи.
Уряд Мальти впровадив низку заходів для підтримки туристичної індустрії під час пандемії. Це включало фінансову допомогу для підприємств, зайнятих у туристичному секторі, а також програми з підвищення кваліфікації працівників, що втратили роботу. Також були розроблені протоколи безпеки для туристичних об'єктів з метою забезпечення безпеки відвідувачів та працівників.
Для стимулювання внутрішнього туризму та залучення іноземних туристів після зняття обмежень були проведені промоційні кампанії. Це включало маркетингові акції, спрямовані на підвищення привабливості Мальти як безпечного та привабливого туристичного напрямку.
Пандемія стимулювала розвиток нових форм туризму та інновацій у сфері обслуговування. Це включало розвиток віртуальних турів, онлайн-бронювання та безконтактних сервісів. Такі інновації допомогли адаптуватися до нових умов та підтримати інтерес туристів до Мальти.
Пандемія COVID-19 мала значний вплив на туристичну індустрію Мальти, спричинивши серйозні економічні, соціокультурні та екологічні наслідки. Зниження туристичного потоку призвело до втрати робочих місць, падіння доходів та змін у культурному житті країни. Водночас зниження навантаження на природні ресурси мало позитивні екологічні наслідки.
Урядові заходи та інновації у сфері туризму допомогли пом'якшити негативні наслідки пандемії та сприяти відновленню туристичного сектора. Важливо продовжувати розвивати стратегії сталого розвитку туризму, щоб забезпечити його стійкість до майбутніх криз та зберегти природні та культурні ресурси Мальти для майбутніх поколінь.